# Kuorejärvi (sjö i Finland, Norra Karelen)
Kuorejärvi är en sjö i Finland. Den ligger i kommunen Polvijärvi i landskapet Norra Karelen, i den sydöstra delen av landet, 400 km nordost om huvudstaden Helsingfors. Kuorejärvi ligger 87,9 meter över havet. I omgivningarna runt Kuorejärvi växer i huvudsak blandskog. Arean är 93,8 hektar och strandlinjen är 10,01 kilometer lång. Sjön  ingår i Vuoksens huvudavrinningsområde. 